# قسم ايج الريفي (مقاطعة استبهان)
قسم ايج الريفي (بالفارسية: دهستان ایج) هي منطقة ريفية تقع في قسم في إيران. يقدر عدد سكانها بـ 4,248 نسمة .